# ふしぎな森のポコラ
『ふしぎな森のポコラ』（ふしぎなもりのポコラ）は、2003年にリズソフトが制作したWindows用おにごっこアクションゲームである。イラストはみやじあつしが手がけている。
ベクターが主催する「Free Game Awards 2004」（通称FGA2004）の入賞作品、窓の杜が主催する「2004年窓の杜大賞」のノミネート作品となっている。フリーソフトとしてダウンロード可能なほか、デラックス版がダウンロード販売されている（パッケージ版も発売されていたが、2008年4月30日で販売終了となった）。ダイソーのザ・ゲームシリーズ（入れ替え版）のNo.40としても発売されている。

## 概要
おにごっこを元に作成されたアクションゲームである。プレイヤーは主人公の少女「夏美」を操作し、田舎の山を駆け回り、不思議な生き物「ポコラ」を一定時間以内に指定された数だけ捕まえれば面クリアとなるゲームである。ゲーム全体の雰囲気は、のどかな里山（川のそばでは川のせせらぎ、小鳥のさえずり、草むらを駆け抜けるときの音、など）や可愛いキャラクタ達（主人公のゲーム開始時や転んだ姿など）といったように、ほんわかムードの癒し系ゲームである。
方向キーは単に方向決定に使用するのみであり、ボタンで加減速を行うという、レーシングゲームに似た操作系を採用している。また、慣性効果を持っているため、走行時は急激な方向転換はできず、砂煙を上げながらのターンになるといった動きも、レーシングゲームに近いものとなっている。停止状態からのスタートダッシュ、ジャンピングキャッチ、ジャンプでの障害物や川の飛び越えなど、少ない操作点数で多彩な操作が可能となっている。
ゲーム中、どんぐりを抱えているポコラも登場し、そのようなポコラを捕まえることができるとどんぐりを入手、どんぐりを貯めればパワーアップコスチュームを買うことができるといったように、単純なアクションパートだけでなく、やりこみ要素も備えている。
舞台設定や登場キャラクターが『となりのトトロ』に似ていると言われることがあるが、『となりのトトロ』でメイがトトロを追いかけるシーンを観て、これをゲームにしたら面白いのではないかと考えたのがゲーム製作の動機であると、作者が語っている。

## ゲーム内容
通常面においては、ステージ開始時、面クリアに必要となるポコラの数が、ポコラの種類ごとに表示され、その後、ゲーム開始となる。ポコラを捕獲すると、捕獲したポコラの数が随時加算され、すべての種類についてクリア必要数に達すると面クリアとなる。制限時間以内に必要数を捕獲できなかった場合、面クリア失敗となり、ゲームオーバー（夕焼けの中、母親に連れられて帰路につく演出）となる。
ステージ中にはさまざまな障害物があり、一定速度以上で硬い障害物（樹、切り株、石垣、お地蔵様、鳥居など）にぶつかると転倒する。転倒すると停止状態となる。主人公の動きには慣性効果があり、一度停止状態となった主人公が最高速で走るにはある程度時間が掛かるため、タイムロスとなる。また、一定回数転倒すると気絶し、回復するまで操作できなくなり、さらにタイムロスの原因となる。
ステージ中には、パワーアップアイテムが設けられており、パワーアップアイテムを取得して特定箇所に持っていくと、一定時間パワーアップ状態となる。パワーアップ状態では、障害物にぶつかっても転倒や気絶することなくポコラを追いかけ続けることができる。
一部の面には、お邪魔キャラクターであるウリボーが登場する。近づくとウリボーは主人公に突進し、接触すると主人公は気絶する。
登場するポコラの中には、どんぐりを抱えたポコラも登場する。どんぐりを抱えたポコラを捕まえると、どんぐりを得ることができる。どんぐりは貯めることができ、貯めたどんぐりを使って服や靴などのコスチュームを購入することができる。一部のコスチュームには、滑り止めや加速度向上など、ゲーム展開に有利になる効果が設けられている。
ボーナス面においては、面クリアに必要となるどんぐりの数が表示され、制限時間以内に必要数を確保できるとクリアとなる。ボーナス面では、クリア失敗でも次の面をプレイすることが可能である。なお、ボーナス面では、ポコラやウリボーは登場しない。
クラスという概念があり、クラスの選択によって各面の全体難易度を変えることができる。はじめは最低クラスである「しょしんしゃクラス」しか選択できないが、全面クリアすることで次のクラスである「ふつうクラス」を選択可能となる。以降、各クラスを全面クリアすることで「じゅくれんクラス」「つわものクラス」「たつじんクラス」「せんにんクラス」「りゅうじんクラス」を選択可能となる。高難易度クラスほどクリアに必要となるポコラやどんぐりの数が増えるため、より難しくなる。

## 操作方法
方向キー（テンキー）、加減速キー（X）、ジャンプキー（Z）にて操作する。
方向キーは、主人公の進行方向を決定するために使用する。但し、慣性効果を持っているため、走行中に方向キーによって主人公の進行方向を変えても、即座には変わらない。
加減速キーは、主人公を進行方向に向かって加速するために使用する。押し続けている間、最大速度まで徐々に加速し、放すと徐々に減速する。慣性効果のため、停止状態から最高速状態になるまでには少し時間が掛かる。また、急減速するには、方向キーを進行方向とは逆に向ける必要がある。
ジャンプキーは、主人公をジャンプさせるために使用する。ステージ中には障害物が設けられており、木の切り株はジャンプにて回避することが可能である。また、神社面の段差を飛び越えるためにもジャンプキーを使用する。さらに、走行速度次第では川をジャンプして飛び越えることも可能である。ジャンプの結果、川や畑に飛び込んでしまった場合、ジャンプ前の位置から停止状態での再開となる。
停止状態で加減速キーとジャンプキーを同時に押すと、ロケットスタートと呼ばれる、スタートダッシュの溜め状態となる。方向キーにてダッシュ方向を決定し、ボタンを離すことで溜め時間に応じたスタートダッシュが可能となる。
走行状態で加減速キーとジャンプキーを同時に押すと、進行方向に向かってダイビングキャッチする。ダイビングキャッチ中は進行方向に向かって高速に移動可能であるが、キャッチ後は地面にうつ伏せ（ヘッドスライティング状態）になるので、やや速度が下がった状態からの移動再開となる。
気絶した場合、加減速キーとジャンプキーの連打で、気絶状態からの回復を早めることができる。

## 登場キャラクター
夏美
プレイヤーが操作する主人公の女の子。5歳。走る速さは毎秒約5m。
ポコラ
タヌキのようなふしぎな生き物。色によって区別され、紫、青、黄、緑の4種類登場する。主人公よりも最高速は遅いが、初期加速が高く、方向転換時の慣性も少ない。序盤の面のポコラは方向転換時にややもたつくものの、後半面で登場するポコラはクイックターンの頻度が多くなる。また、通路ではなく、木の間を縫うように逃げ、川越えジャンプなども多用してくる。
ウリボー
お邪魔キャラクター。イノシシの子供に似た生き物。特定面に登場し、近づくと突進してくる。ウリボーに接触すると主人公は気絶状態となる。ウリボーは硬い障害物にぶつかると気絶し、主人公への突進を止める。
おとどけもの（パワーアップアイテム）
複数種類あり、ステージ中に配置されている。それぞれの種類に応じた特定の場所に運ぶとパワーアップ状態となり、一定時間転倒や気絶することなく走り回ることができる。また、加速や走行速度なども上昇する。以下が、パワーアップアイテムと対応する場所である。
お賽銭 - 神社
おにぎり - お地蔵様
お手紙 - ポスト
やさい - 畑の隣
コポコラ
しばらくプレイすると見つかる、ポコラのたまごが成長したもの。成長日記をつけることができる。育て方によって、男の子ポコラ、女の子ポコラのいずれになるか、どんな色になるかが変わってくる。育てたポコラは、アクションパートに登場する4種類以外の色に成長することもある。また、レアコスチュームの登場にも影響する。

## コスチューム
スカート（色違い多種）
最高速度を向上させる効果がある。色によって効果の度合いが異なる。
くつした（色違い多種）
加速力を向上させる効果がある。色によって効果の度合いが異なる。
くつ（色違い多種）
滑りにくくなる効果がある。色によって効果の度合いが異なる。
リボン（色違い多種）
転倒したときに気絶しにくくなる。色によって効果の度合いが異なる。
ポコナビ
周囲のポコラを感知して小窓エリアに表示する。オプションを追加すると、障害物、道を表示する機能や、クリア目標のポコラやどんぐりを持ったポコラを区別して表示する機能が付与される。
シャツ（色違い多種）
アクションパートにおいて特別な効果はないが、見た目に影響を与える。実益のあるコスチュームの色がちぐはぐとなった場合に、色バランスを取るために使用可能である。
コスチュームセット（みずぎセット、かんごふさんセットなど多種）
アクションパートにおいて効果はないが、ステータス画面での見た目に影響を与える。

## フリー版とその他の違い
本作はフリーソフトだが、ステージが追加されているデラックス版や、登場キャラクタボイスなどの追加機能が付与されるアドオンソフトの「ボイスパックプラス」、ダイソー版は有償となっている。これらの主な機能は以下の通りである。
デラックス版
ステージが追加されている上、ステージの自動生成機能を盛り込んだ「ふしぎの森ステージ」も含まれている。
ボイスパックプラス（使用にはデラックス版が必要）
主人公の夏美がしゃべる機能が追加されている。ゲーム中だけでなく、ポコラ観察日記もボイス化されている。
また、「のんびりモード」よりも制限時間を長くできる「もっとのんびりモード」や、制限時間のない「トライアルステージ」が設けられている。
機能強化アイテムが追加されている。
ダイソー版
デラックス版とは異なるオリジナルステージおよびオリジナルコスチュームが追加されている。